# Kinoosao (Saskatchewan)
Kinoosao je samota v severním Saskatchewanu, v Kanadě. Je přístupné pouze po silnicích Manitoba Provincial Road 394 a Saskatchewan Highway 994, které vedou z nejbližšího města, Lynn Lake, vzdáleného přes 95 km daleko. Kinoosao je jediné sídlo v Saskatchewanu přístupné jedině poté, co vstoupíte do sousední provincie (Manitoba). Co do velikosti je 6,5 km široké na šířku a nachází se v Regionu 18 v Saskatchewanu. Jeho zeměpisné souřadnice jsou 57.081993°N a 102.01934°W.
Ke květnu 2006 zde žilo 60 osob v 16 domácnostech.
Název "Kinoosao" je kríjský pojem pro slovo „ryba“.

## Dějiny
Obec Kinoosao vznikla v listopadu 1952, když chtělo rybářské družstvo vybudovat manufakturu na filetování ryb, aby tak pomohlo v obsluze rybářů z obcí kolem jezera Reindeer Lake. Poštovní služby začaly v této obci fungovat v roce 1954, když začala dostávat poštu dvakrát za měsíc z La Ronge.

## Služby
V tomto místě na břehu Sobího jezera neexistují žádné restaurace, hotely ani tábořiště. Jedinými službami poskytovanými na této samotě jsou chata Grand Slam, v překladu „Velká rána“, sloužící k ubytování, a Kinoosaoská prodejna Co-op, která dodává pohonné hmoty, potravinářské zboží, nářadí a jiné.